# Furcifer campani
Furcifer campani – gatunek jaszczurki z rodziny kameleonowatych (Chamaeleonidae). Endemit Madagaskaru występujący jedynie na centralnym wzgórzach wyspy. Zagrażają mu pożary buszu i utrata środowiska naturalnego.

## Budowa
Furcifer campani osiąga długość 14 cm. Bazowy kolor waha się od bladozielonego poprzez ciemnozielony do brązowego. Występują trzy pręgi barwy bladobrązowej biegnące wzdłuż każdego boku, a pomiędzy nimi widnieją małe jasne cętki. Głowę zdobią często małe czerwone plamki. Kameleon ten posiada grzebień biegnący wzdłuż jego grzbietu, składający się z niewielkich wystających ziaren.

## Rozmieszczenie geograficzne
Furcifer campani jest endemitem centralnych górzystych miejsc Madagaskaru. Bytuje tam na wysokościach pomiędzy 1850 a 2390 m n.p.m. Jego zasięg występowania rozciąga się od wygasłego wulkanu Ankaratra do Parku Narodowego Andringitra. Obszar ten zajmuje powierzchnię 14 500 km², jednakże tylko częściowo zapewnia odpowiednie dla niego siedlisko. Jego populacje są więc pofragmentowane. Jest to gatunek lądowy, siedliskiem są górskie tereny trawiaste i wrzosowiska z krzakami i pojedynczymi drzewami.

## Ekologia
Kameleony polują z zasadzki, wpierw zamierając i oczekując odpowiedniej sposobności, gdy potencjalna zdobycz znajdzie się w ich zasięgu. Ich jadłospis składa się głównie z owadów, które łapią poprzez wystrzelenie w ich kierunku swego długiego języka o lepkim końcu.
Rozmnażanie Furcifer campani odbywa się dwu- bądź trzykrotnie w ciągu roku. Kłąb jaj liczy od 8 do 12 sztuk. Samica składa je w ukryciu. W warunkach laboratoryjnych inkubacja trwa około 9 miesięcy w temperaturze 20 °C, a wylęgające się młode mierzą około 2,3 cm długości. Młode rosną szybko. Dojrzałość seksualną osiągają mając 3 miesiące. Pewne doniesienia podają, że ten gatunek wykazuje hibernację, zakopując się w ściółce liściowej podczas miesięcy zimowych.

## Status
Na pewnych terenach krzaczastych sawannowych terenów trawiastych Furcifer campani zgodnie z doniesieniami występuje pospolicie, jednak nie wykonano właściwej oceny jego zasobności. Czerwona księga gatunków zagrożonych IUCN uznaje go za gatunek narażony (Vulnerable – VU), co motywuje niszczeniem środowiska naturalnego kameleona z powodu rozwoju rolnictwa oraz corocznych pożarów. Zwierzę dzieli swój zasięg występowania z innym gatunkiem kameleona z tego samego rodzaju – Furcifer lateralis, który wydaje się sobie lepiej radzić z zaburzeniami w środowisku naturalnym i degradacją siedlisk z ręki ludzkiej. Bezpieczeństwo przeciw zagrożeniom ze strony człowieka powinno być zapewniane przez parki narodowe, jednak w górach Ankaratra nie ma to miejsca. Eksport Furcifer campani osiągnął swój szczyt w 1994, kiedy z wyspy wywieziono 5000 osobników. Od tamtych czasów eksport jakichkolwiek kameleonów z Madagaskaru został zabroniony, jednak odłów nadal może się zdarzać. IUCN zauważa konieczność podjęcia kroków w celu ograniczenia zniszczeń czynionych przez pożary na terenach trawiastych stanowiących habitat Furcifer campani.